# Batalla de Ekeren
La batalla de Ekeren se libró el 30 de junio de 1703 en el marco de la guerra de sucesión española. Los franceses rodearon a una fuerza holandesa que apenas evitó su derrota. Esta batalla terminó con la esperanza de tener una victoria aliada decisiva en los Países Bajos españoles en 1703.

## Antecedentes
Después de tomar Bonn el 15 de mayo, Marlborough quería conquistar Ostende, Amberes o forzar a los franceses a una batalla abierta. Ordenó al general neerlandés Coehoorn que marchara a Ostende y lo sitiara. El general neerlandés Van Sparre debía avanzar hacia el suroeste de Amberes, el general neerlandés Obdam partiría hacia el sur desde Bergen op Zoom y Marlborough se dirigió hacia Lier.
Las Provincias Unidas, sin embargo, no estaban interesadas en abrir los puertos de Amberes y Ostende al comercio inglés y, por lo tanto, a su competencia con los holandeses. Por ello Coehoorn no asedió a Ostende, sino que saqueó el campo entre Ostende y Amberes.
Obdam marchó el 28 de junio desde Bergen op Zoom a Amberes, y al día siguiente llegó a Ekeren, a 7 kilómetros de Amberes.
Villeroi no se dejó engañar por la maniobra de diversión de Marlborough y envió todas sus tropas desde Diest a Amberes para protegerlo. Después de enterarse de esto, Marlborough trató de advertir a Obdam, ordenando que se retirase a Lillo, pero ya era demasiado tarde.

## La batalla
A primeras horas de la mañana del 30 de junio, los dragones franceses marcharon desde Merksem y Ekeren en dirección a  Kapellen con el fin de cortar la ruta de escape cerca de Hoevenen para que los holandeses regresaran a Breda y Bergen-op-Zoom. El marqués de Bedmar y sus tropas españolas se ubicaron cerca de Wilmarsdonk. Esto aseguró que las fuerzas holandesas estuvieran rodeadas por todos lados por una fuerza superior.
Un destacamento de reconocimiento neerlandés descubrió a los dragones franceses y Obdam envió su caballería a Hoevenen, pero era demasiado tarde, ya que el pueblo estaba repleto de tropas francesas. También falló un intento de conquistar el vecino Muisbroek. Entonces los franceses atacaron y Obdam intentó tomar Oorderen, un ataque que tuvo un éxito breve antes de que los franceses retomaran la aldea.
La lucha continuó durante todo el día. A las ocho de la tarde ya no había más señales de Obdam, y Slangenburg decidió intentar un ataque contra Oorderen, esta vez con una carga sorpresa a la bayoneta liderada por Friesheim. Friesheim envió a sus hombres a vadear el río, apareciendo donde los franceses no esperaban que lo hicieran. Esta acción permitió a las tropas holandesas restantes abrirse paso y retirarse en la oscuridad hacia los Países Bajos.

## Consecuencias

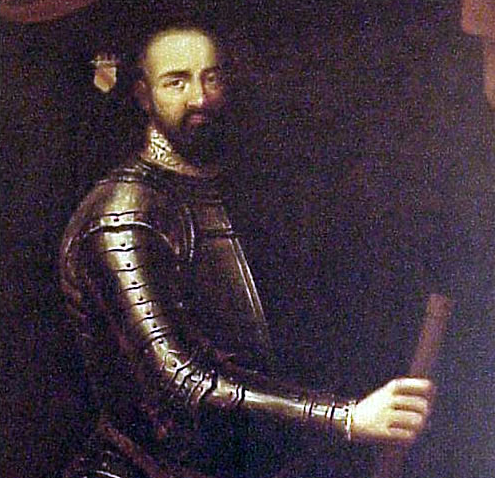
El General Slangenburg

El resultado de la batalla fue una victoria para los franceses. Sin embargo, Boufflers no fue felicitado, sino culpado por desperdiciar la posibilidad de una victoria total.
Obdam sobrevivió y escapó al sur con treinta jinetes disfrazados de franceses. Su comportamiento no fue perdonado por el ejército neerlandés y su carrera militar quedó truncada.
Slangenburg, por su parte, fue aclamado como un héroe neerlandés. También estaba furioso con Marlborough, que había sido superado por los franceses y no había acudido en ayuda de los holandeses.
Los holandeses tuvieron 1717 muertos, 1003 heridos y 694 prisioneros de guerra o desaparecidos. 
Los franceses y los españoles perdieron 1750 hombres.

## Ubicación moderna
Una gran parte del campo de batalla, incluidas las aldeas de Oorderen, Wilmarsdonk y Lillo, ha desaparecido a causa de la expansión del Puerto de Amberes en la década de 1960.